# Robert Meissner
Robert Meissner, též Robert Meißner (4. srpna 1854 – 2. února 1933 Vávrovice), byl československý politik německé národnosti a meziválečný senátor Národního shromáždění za Německou nacionální stranu.

## Biografie
Profesí byl rolníkem ve Vávrovicích. Před první světovou válkou působil jako prezident společnosti Österreichisch-schlesische Land- und Forstwirtschaftsgesellschaft in Troppau, která fungovala jako centrála německých agrárních spolků v Slezsku. Po roce 1918 pak z ní vzešla organizace Landwirtevereinigung der deutschen Landgemeinden Schlesiens sídlící v Bruntále. Meissner zasedal v jejím vedení. Dlouhodobě byl členem výboru Ústředního svazu německých družstev ve Slezsku.
V parlamentních volbách v roce 1920 získal senátorské křeslo v Národním shromáždění za Německou nacionální stranu. Tato strana šla do voleb v rámci koalice Německá volební pospolitost (Deutsche Wahlgemeinschaft), v níž se sdružila s Německou národně socialistickou stranou dělnickou. V senátu zasedal do roku 1925.
Zemřel v únoru 1933, ve věku 79 let.